# Liste der Nummer-eins-Hits in Griechenland (2013)
Diese Liste enthält alle Nummer-eins-Hits in Griechenland im Jahr 2013.
| Singles |
| --- |
| - Demy – I Zoi (To Pio Omorfo Tragoudi) - 2 Wochen (29. Dezember 2012 – 11. Januar 2013, insgesamt 3 Wochen) - Asaf Avidan & the Mojos – One Day / Reckoning Song (Wankelmut Remix) - 1 Woche (12. Januar – 18. Januar, insgesamt 4 Wochen) - James Arthur – Impossible - 2 Wochen (19. Januar – 1. Februar, insgesamt 3 Wochen) - Pink – Try - 1 Woche (2. Februar – 8. Februar, insgesamt 2 Wochen) - The Script feat. Will.i.am – Hall of Fame - 1 Woche (9. Februar – 15. Februar) - Antonis Remos – I Agapi Erchete Sto Telos - 2 Wochen (16. Februar – 1. März, insgesamt 3 Wochen) - Asaf Avidan & the Mojos – One Day / Reckoning Song (Wankelmut Remix) - 1 Woche (2. März – 8. März, insgesamt 4 Wochen) - James Arthur – Impossible - 1 Woche (9. März – 15. März, insgesamt 3 Wochen) - Pink – Try - 1 Woche (16. März – 22. März, insgesamt 2 Wochen) - Antonis Remos – I Agapi Erchete Sto Telos - 1 Woche (23. März – 29. März, insgesamt 3 Wochen) - Macklemore & Ryan Lewis feat. Wanz – Thrift Shop - 4 Wochen (30. März – 26. April, insgesamt 8 Wochen) - Wankelmut & Emma Louise – My Head Is a Jungle - 1 Woche (27. April – 3. Mai) - Macklemore & Ryan Lewis feat. Wanz – Thrift Shop - 1 Woche (4. Mai – 10. Mai, insgesamt 8 Wochen) - Naughty Boy & Sam Smith – La La La - 4 Wochen (11. Mai – 7. Juni, insgesamt 5 Wochen) - Macklemore & Ryan Lewis feat. Wanz – Thrift Shop - 3 Wochen (8. Juni – 28. Juni, insgesamt 8 Wochen) - Energy Deejays – Gravity - 3 Wochen (29. Juni – 19. Juli, insgesamt 7 Wochen) - Michalis Hatzigiannis – I Agapi Dinamoni - 1 Woche (20. Juli – 26. Juli, insgesamt 2 Wochen) - Passenger – Let Her Go - 1 Woche (27. Juli – 2. August) - Michalis Chatzigiannis – I Agapi Dinamoni - 1 Woche (3. August – 9. August) - Fabo & Lostcause – Where I Stand - 1 Woche (10. August – 16. August) - John Newman – Love Me Again - 1 Woche (17. August – 23. August, insgesamt 4 Wochen) - Kostas Martakis – Ta Kalokerina Ta S'Agapo - 1 Woche (24. August – 30. August) - Energy Deejays – Gravity - 2 Wochen (31. August – 13. September, insgesamt 7 Wochen) - Robin Thicke feat. T.I. & Pharrell – Blurred Lines - 1 Woche (14. September – 20. September) - Energy Deejays – Gravity - 2 Wochen (21. September – 6. Oktober, insgesamt 7 Wochen) - Naughty Boy & Sam Smith – La La La - 1 Woche (5. Oktober – 6. Oktober, insgesamt 5 Wochen) - Capital Cities – Safe and Sound - 1 Woche (12. Oktober – 18. Oktober, insgesamt 4 Wochen) - John Newman – Love Me Again - 1 Woche (19. Oktober – 25. Oktober, insgesamt 4 Wochen) - Capital Cities – Safe and Sound - 1 Woche (26. Oktober – 1. November, insgesamt 4 Wochen) - Drake – Hold On We're Going Home - 1 Woche (2. November – 7. November) - Capital Cities – Safe and Sound - 2 Wochen (8. November – 21. November, insgesamt 4 Wochen) - John Newman – Love Me Again - 1 Woche (22. November – 28. November, insgesamt 4 Wochen) - Melisses – I Moni Epilogi - 3 Wochen (29. November – 19. Dezember) - Demy – Meno - 1 Woche (20. Dezember – 26. Dezember) - Olly Murs – Dear Darlin’ - 1 Woche (27. Dezember – 2. Januar) |